# Juha Salminen
Juha Salminen   (Vantaa, 27 de setembre de 1976) és un pilot d'enduro finlandès, tretze vegades Campió del Món (incloent-hi els campionats absoluts del 2000 al 2004) i sis vegades guanyador del Trofeu als ISDE com a membre de l'equip finlandès.
A banda, ha guanyat quatre vegades el Campionat d'Espanya d'enduro (2000 a 2003) i una el d'Alemanya (1998). Practicant també de trial i motocròs, n'ha guanyat sengles Campionats de Finlàndia (el 1993, el de trial júnior i el 2002, el de motocròs Open). El 2019 va ser nomenat FIM Legend.

## Trajectòria esportiva
A 1 de gener de 2013

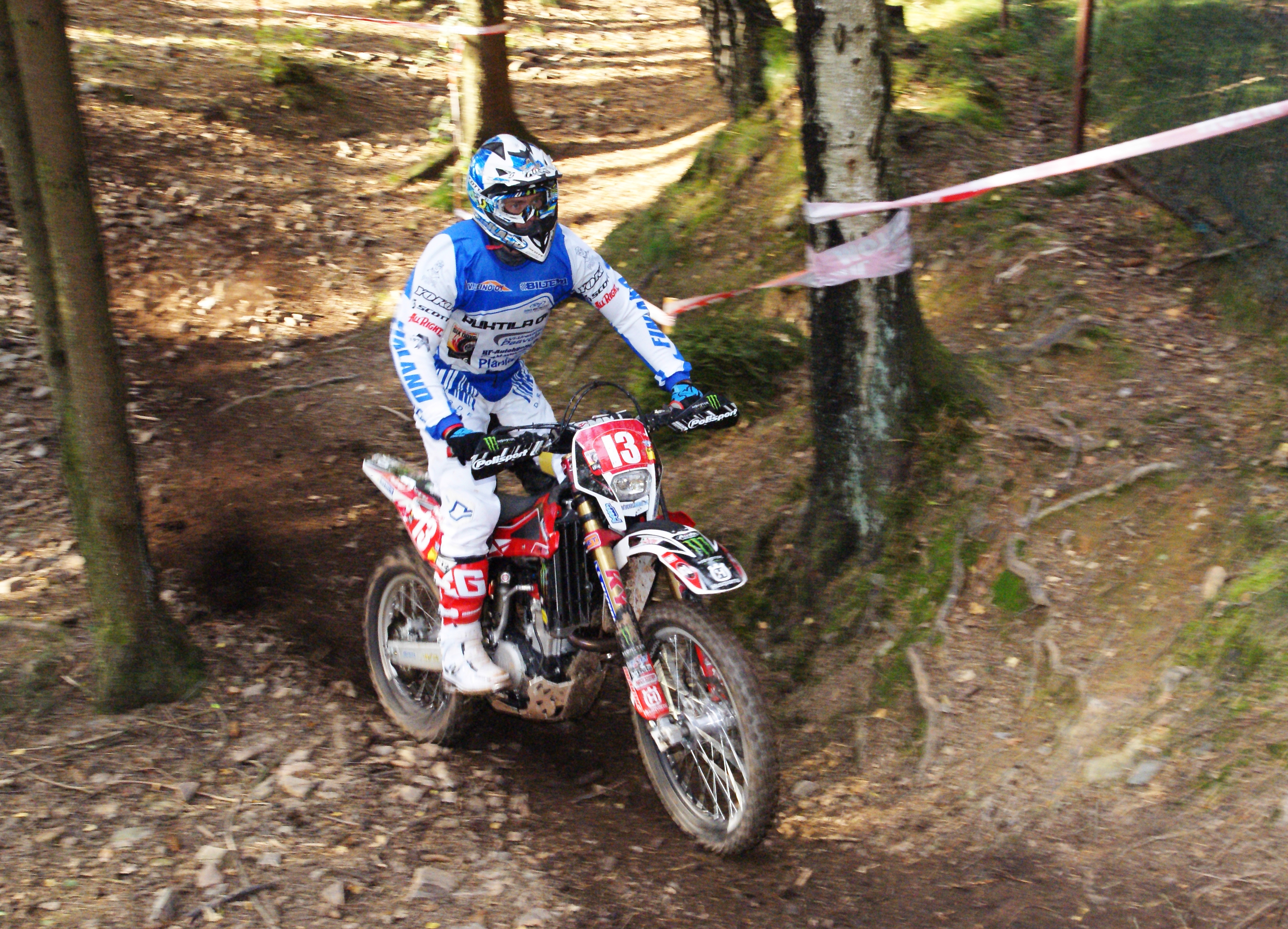
Juha Salminen als ISDE del 2012

Pilotant per a KTM, Salminen guanyà sis títols mundials d'una tacada entre 1999 i 2004. Acabada la temporada del 2004 es plantejà nous reptes i es traslladà als EUA per a pilotar per a KTM al campionat Grand National Cross Country (GNCC). Va guanyar nou de les tretze curses del campionat i esdevingué campió del GNCC l'any del seu debut., èxit que li valgué ésser guardonat "AMA
Amateur Athlete of the Year" i "GNCC Rider of the Year", triat pels seus rivals. El 2006 aconseguí el seu segon títol GNCC al Yadkin Valley Stomp GNCC disputat a Yadkinville, Carolina del Nord.
El 2007, mentre David Knight el substituïa com a oficial de KTM als EUA, Salminen tornà al Campionat del Món d'enduro i guanyà les dotze primeres curses, però hagué de perdre's la ronda eslovaca a causa de la fractura de clavícula que patí en una cursa del Campionat del Regne Unit. Ja recuperat, reaparegué a la prova de cloenda, a França i assegurà així el seu dotzè títol mundial.
La temporada de 2008, guanyà nou de setze proves i superà així el rècord de victòries al mundial, en poder del seu compatriota Kari Tiainen (77). Tanmateix, s'hagué de retirar a la ronda catalana (a Sitges) i això li costà el títol, que guanyà l'oficial de Yamaha Johnny Aubert (esdevenint el primer pilot a guanyar a Juha Salminen d'ençà de 1998).

## Palmarès internacional
| Any             | Motocicleta     | Campionat del Món d'enduro | Campionat del Món d'enduro | Campionat del Món d'enduro | Campionat del Món d'enduro | Campionat del Món d'enduro | Campionat del Món d'enduro | Campionat del Món d'enduro | Campionat del Món d'enduro | ISDE W. Tro. | GNCC Bikes |
| Any             | Motocicleta     | 125cc                      | 250cc                      | 400cc                      | 500cc                      | E1                         | E2                         | Curses                     | P1                         | ISDE W. Tro. | GNCC Bikes |
| --------------- | --------------- | -------------------------- | -------------------------- | -------------------------- | -------------------------- | -------------------------- | -------------------------- | -------------------------- | -------------------------- | ------------ | ---------- |
| 1995            | ?               | ?                          | ?                          | ?                          | ?                          | -                          | -                          | 0                          | 0                          | 5è Jr:       |            |
| 1996            | Gas Gas         | 13è                        | -                          | -                          | -                          | -                          | -                          | 6                          | 0                          | 1r Jr        |            |
| 1997            | Honda           | 7è                         | -                          | -                          | -                          | -                          | -                          | 8                          | 0                          | 2n           |            |
| 1998            | KTM             | 3r                         | -                          | -                          | -                          | -                          | -                          | 14                         | 2                          | 1r           |            |
| 1999            | KTM             | 1r                         | -                          | -                          | -                          | -                          | -                          | 14                         | 7                          |              |            |
| 2000            | KTM             | 1r *                       | -                          | -                          | -                          | -                          | -                          | 10                         | 10                         | 18è          |            |
| 2001            | KTM             | -                          | 1r *                       | -                          | -                          | -                          | -                          | 11                         | 8                          | 16è          |            |
| 2002            | KTM             | -                          | -                          | 1r *                       | -                          | -                          | -                          | 14                         | 9                          | 1r           |            |
| 2003            | KTM             | -                          | -                          | -                          | 1r *                       | -                          | -                          | 14                         | 10                         | 1r           |            |
| 2004            | KTM             | -                          | -                          | -                          | -                          | -                          | 1r *                       | 16                         | 14                         | 1r           |            |
| 2005            | KTM             | -                          | -                          | -                          | -                          | -                          | -                          | 13                         | 9                          |              | 1r         |
| 2006            | KTM             | -                          | -                          | -                          | -                          | -                          | -                          | 13                         | 8                          | 1r           | 1r         |
| 2007            | KTM             | -                          | -                          | -                          | -                          | 1r                         | -                          | 16                         | 13                         | 16è          |            |
| 2008            | KTM             | -                          | -                          | -                          | -                          | -                          | 2n                         | 16                         | 9                          | 5è           |            |
| 2009            | BMW             | -                          | -                          | -                          | -                          | -                          | 2n                         | 16                         | 2                          |              |            |
| 2010            | BMW             | -                          | -                          | -                          | -                          | -                          | 8è                         | 10                         | 0                          |              |            |
| 2011            | Husqvarna       | -                          | -                          | -                          | -                          | 1r                         | -                          | 14                         | 9                          | 1r           |            |
| 2012            | Husqvarna       | -                          | -                          | -                          | -                          | -                          | 3r                         | 15                         | 4                          |              |            |
| Total victòries | Total victòries |                            |                            |                            |                            |                            |                            | 220                        | 114                        |              |            |
| Total títols    | Total títols    | 2                          | 1                          | 1                          | 1                          | 2                          | 1                          |                            |                            | 7            | 2          |
|                 |                 | 13 mundials                |                            |                            |                            |                            |                            |                            |                            |              |            |

Notes
1. ↑   La classificació consignada als ISDE fa referència a la posició final obtinguda per l'equip estatal. S'assenyalen amb * les edicions en què fou a més a més el guanyador absolut
2. ↑   A P1 s'hi compten les victòries aconseguides en Grans Premis puntuables per al Campionat del Món,tret de les temporades 2005-2006 que reflecteixen les aconseguides al GNCC
3. ↑   Els resultats assenyalats amb Jr indiquen que aquell any competí en el "Junior Trophy"
4. ↑   Els campionats assenyalats amb * indiquen que en guanyà també el corresponent títol absolut